# Klidonograf
Klidonograf – niekonwencjonalny miernik wartości szczytowej impulsu napięciowego, działający na zasadzie fotograficznych rejestracji wyładowań powierzchniowych. Wyładowania te są wywołane w układzie złożonym z dwóch elektrod o różnych wymiarach, przedzielonych dielektrykiem stałym. Powierzchnia dielektryka, wzdłuż której następują wyładowania, jest osłonięta warstwą materiału światłoczułego. Na warstwie tej są rejestrowane obrazy wyładowań, zwane figurami Lichtenberga, których rozmiar i kształt pozwalają określić maksymalną wartość i biegunowość doprowadzonego do elektrod napięcia. 
Głównym zastosowaniem klidonografu jest pomiar napięć indukowanych przez prądy piorunowe, a pośrednio do wyznaczania maksymalnych stromości narastania prądu, do których są proporcjonalne te napięcia. Za wynalazcę klidonografu uznaje się Johna F. Petersa.